# نيكوس جيانكبولوس
نيكوس جيانكبولوس (باليونانية: Νίκος Γιαννακόπουλος) (19 فبراير 1993 بتريبولي في اليونان - ) هو لاعب كرة قدم يوناني في مركز حراسة المرمى. شارك مع منتخب اليونان تحت 17 سنة لكرة القدم ومنتخب اليونان تحت 19 سنة لكرة القدم ومنتخب اليونان تحت 21 سنة لكرة القدم. أما مع النوادي، فقد لعب مع باناثينايكوس ونادي بانيونيوس وPanionios G.S.S. ‏.

## وصلات خارجية
- نيكوس جيانكبولوس على موقع الاتحاد الأوربي (الإنجليزية)
- نيكوس جيانكبولوس على موقع قاعدة بيانات كرة القدم.إي يو (الإنجليزية)
- نيكوس جيانكبولوس على موقع Soccerway.com (الإنجليزية)